# Châtenois (Jura)
Châtenois és un municipi francès situat al departament del Jura i a la regió de Borgonya - Franc Comtat. L'any 2007 tenia 343 habitants.

## Demografia

### Població
El 2007 la població de fet de Châtenois era de 343 persones. Hi havia 132 famílies de les quals 24 eren unipersonals (8 homes vivint sols i 16 dones vivint soles), 52 parelles sense fills, 52 parelles amb fills i 4 famílies monoparentals amb fills.
La població ha evolucionat segons el següent gràfic:
Habitants censats

### Habitatges
El 2007 hi havia 152 habitatges, 132 eren l'habitatge principal de la família, 6 eren segones residències i 14 estaven desocupats. 145 eren cases i 7 eren apartaments. Dels 132 habitatges principals, 122 estaven ocupats pels seus propietaris, 9 estaven llogats i ocupats pels llogaters i 1 estava cedit a títol gratuït; 2 tenien dues cambres, 9 en tenien tres, 30 en tenien quatre i 91 en tenien cinc o més. 109 habitatges disposaven pel capbaix d'una plaça de pàrquing. A 51 habitatges hi havia un automòbil i a 72 n'hi havia dos o més.

### Piràmide de població
La piràmide de població per edats i sexe el 2009 era:
| Homes | Edats   | Dones |
| ----- | ------- | ----- |
| 0     | 95 o +  | 0     |
| 0     | 90 a 94 | 0     |
| 0     | 85 a 89 | 4     |
| 8     | 80 a 84 | 4     |
| 0     | 75 a 79 | 4     |
| 4     | 70 a 74 | 12    |
| 4     | 65 a 69 | 0     |
| 0     | 60 a 64 | 0     |
| 8     | 55 a 59 | 8     |
| 24    | 50 a 54 | 12    |
| 32    | 45 a 49 | 16    |
| 12    | 40 a 44 | 16    |
| 12    | 35 a 39 | 16    |
| 24    | 30 a 34 | 24    |
| 0     | 25 a 29 | 0     |
| 0     | 20 a 24 | 8     |
| 8     | 15 a 19 | 28    |
| 8     | 10 a 14 | 20    |
| 12    | 5 a 9   | 8     |
| 8     | 0 a 4   | 8     |

## Economia
El 2007 la població en edat de treballar era de 228 persones, 161 eren actives i 67 eren inactives. De les 161 persones actives 155 estaven ocupades (83 homes i 72 dones) i 6 estaven aturades (3 homes i 3 dones). De les 67 persones inactives 31 estaven jubilades, 21 estaven estudiant i 15 estaven classificades com a «altres inactius».

### Ingressos
El 2009 a Châtenois hi havia 137 unitats fiscals que integraven 354 persones, la mediana anual d'ingressos fiscals per persona era de 19.303,5 €.

### Activitats econòmiques
Dels 6 establiments que hi havia el 2007, 2 eren d'empreses de construcció, 2 d'empreses d'hostatgeria i restauració, 1 d'una empresa immobiliària i 1 d'una empresa de serveis.
Dels 2 establiments de servei als particulars que hi havia el 2009, 1 era un guixaire pintor i 1 lampisteria.
L'únic establiment comercial que hi havia el 2009 era una fleca.
L'any 2000 a Châtenois hi havia 6 explotacions agrícoles.

## Equipaments sanitaris i escolars
El 2009 hi havia una escola elemental integrada dins d'un grup escolar amb les comunes properes formant una escola dispersa.

## Poblacions més properes
El següent diagrama mostra les poblacions més properes.